# Godeliève Mukasarasi
Godeliève Mukasarasi (nascuda en 1959) és una treballadora social de Ruanda, supervivent del genocidi i activista del desenvolupament rural. El 2018 va rebre el Premi Internacional Dona Coratge.

## Antecedents i activisme
Mukasarasi va néixer a Gitarama, districte de Muhanga, on treballava com a treballadora social. Després del genocidi ruandès de 1994, va fundar un grup anomenat SEVOTA, de suport per ajudar les vídues i els orfes a afavorir els seus drets socioeconòmics. L'organització posa èmfasi en la creació d'"espais segurs" per als diàlegs sobre supervivents i recreació física per a nens, i es troba a la comuna Taba.
El 1996, el seu marit, Emmanuel Rudasingwa i la seva filla van ser assassinats per una banda armada. En el seu testimoniatge a investigadors de drets humans, Mukasarasi va atribuir l'atac a hutus recentment tornats de Zaire, en represàlia per les converses del seu marit amb representants del Tribunal Penal Internacional per a Ruanda. Mukasarasi va ser intimidada, però va trobar quatre persones que estaven disposades a declarar. Va rebre el Premi Internacional Dona Coratge del 2018 per aquest i altres treballs.

## Reconeixement
El treball de Mukasarasi ha guanyat altres premis nacionals i internacionals. A l'octubre de 1996, va rebre el Premi de la Creativitat de la Dona en la Vida Rural de la Fundació Cimera Mundial de la Dona, i també ha rebut el premi Vénéranda Nzambazamariya, premi ruandès a individus que promouen una imatge positiva per a les dones. El 2004, va ser guardonada amb el Premi de la Llibertat John Humphrey del Centre Internacional de Drets Humans i Desenvolupament Democràtic, que li va atorgar una subvenció en efectiu de 30.000 dòlars canadencs i va permetre a Mukasarasi fer un recorregut per ciutats del Canadà per promoure el seu treball. Kathleen Mahoney, presidenta del consell del centre, va declarar en un comunicat de premsa que "amb el seu coratge, el seu entusiasme i el seu compromís incondicional [Mukasarasi] ha aconseguit guanyar-se la confiança de les víctimes de violació i violència sexual, en particular les dones que van contraure el VIH-SIDA, així com trencant el silenci i ajudant aquestes dones a obtenir justícia."
Odina Desrochers va elogiar Mukasarasi a la Cambra dels Comuns del Canadà en nom del Bloc Québécois pel seu "paper clau en trencar el silenci i documentar els delictes de violència sexual pel Tribunal Penal Internacional per a Ruanda."